# Діант Рамай
Діант Рамай (нім. Diant Ramaj, нар. 19 вересня 2001, Штутгарт, Німеччина) — німецький футболіст албанського походження, воротар клубу «Айнтрахт» (Франкфурт-на-Майні).

## Ігрова кар'єра

### Клубна
Діант Рамай народився у місті Штутгарт і починав грати у молодіжній команді клубу «Штутгартер Кікерс». Згодом він перебрався до клубу «Гайденгайм», де також продовжив виступати у молодіжній команді. У квітні 2019 року Рамай вперше потрапив до заявки основи на матч чемпіонату Німеччини. З початком нового сезону Рамай був внесений до основного складу і став третім воротарем команди.
У травні 2021 року Рамай підписав професійний контракт на три роки з клубом Бундесліги «Айнтрахт» (Франкфурт-на-Майні). Свій перший матч в основі «Айнтрахта» воротар провів у січні 2022 року.

### Збірна
З 2018 року Діант Рамай є гравцем юнацьких збірних Німеччини.

## Приватне життя
Діант Рамай народився у Штутгарті у родині косовських албанців. Його старший брат Дійон Рамай також професійний футболіст, що грає на позиції вінгера.

## Титули і досягнення
- Чемпіон Данії (1):

«Копенгаген»: 2024/25
- Володар Кубка Данії (1):

«Копенгаген»: 2024/25